# Bộ chín vĩ đại của Heliopolis
Bộ chín vĩ đại của Heliopolis là 9 vị thần cao nhất trong hệ thống thần linh Ai Cập. Họ đều ở trong hệ thống "gia đình khép kín" của thần Mặt Trời Ra và hình thành nên một dạng "vương triều bảo vệ" xung quanh ông. Nên họ được gọi là bộ chín vĩ đại của Heliopolis, thành phố sùng kính Ra. Bao gồm: Ra, Geb, Nut, Shu, Tefnut, Osiris, Isis, Seth và Nephythys.

## Ra

Thần Ra

Ra: Biểu hiện tối cao của thần mặt trời ở Heliopolis, là một thành phần hết sức quan trọng trong hệ thống các thần của người Ai Cập. Người ta nói rằng ông bắt đầu xuất hiện trên gò đất nguyên thủy nhỏ lên khỏi hồ nước Nun và đã tiến hành công cuộc sáng thế. Tuy nhiên, đôi khi ông được mô tả như một cậu bé từ đóa hoa sen hiện ra. Người Ai Cập tin rằng mỗi ngày thần mặt trời lại được một lần sinh ra. Buổi sáng, sau khi tắm và ăn điểm tâm, ông lại bắt đầu cuộc hành trình đi ngang bầu trời trên chiếc thuyền của ông và dành ra mỗi ngày một giờ để kiểm tra một trong 12 khu vực của ông. Khi mặt trời lặn, người ta cho là thần Ra đang đi vào địa ngục cho đến sáng hôm sau thì lại được sinh ra. Suốt đêm vị thần tối cao này phải đánh nhau với kẻ thù là Apep, con rắn vũ trụ khủng khiếp ở địa ngục.
Ra có các người con là Shu, thần gió và Tefnut, nữ thần ẩm độ. Theo một câu truyện thần thoại thì hai vị thần nam nữ này đã biến mất để đi ngao du vũ trụ. Khi cuối cùng tìm được họ, thần Ra mừng rỡ quá, bật khóc lên. Những con người đầu tiên đã được tạo nên từ những giọt nước mắt này. Một truyện khác kể khi Ra đã thành một ông già chảy dài thì nữ thần Isis quyết định khám phá tên gọi bí mật của ông. Bà lấy đất trộn với nước dãi của ông nặn thành con rắn rồi đặt con rắn trên cạnh con đường mà vị thần lớn này hay đi. Khi thần Ra đi qua, con rắn cắn ông, truyền nọc đọc khiến ông hấp hối kêu la đau đớn. Isis chỉ chấp nhận chữa trị cho ông nếu ông nói thật tên mình. Thần Ra quá đau đớn nên cuối cùng phải đồng ý tiết lộ bí mật của mình. Isis hứa không nói điều bà biết cho bất cứ ai ngoài Horus và đã chữa lành cho thần Ra sau khi đọc được tên của thần này.
Các Pharaoh tự xưng là "con của thần Ra" không phải chỉ vì thần này rất được kính nể mà còn vì người ta nói rằng thần đã lập lại trật tự từ sự hỗn loạn. Thần Ra thường được mô tả dưới dạng một con chim ưng trên đầu đội chiếc đĩa mặt trời.

## Geb

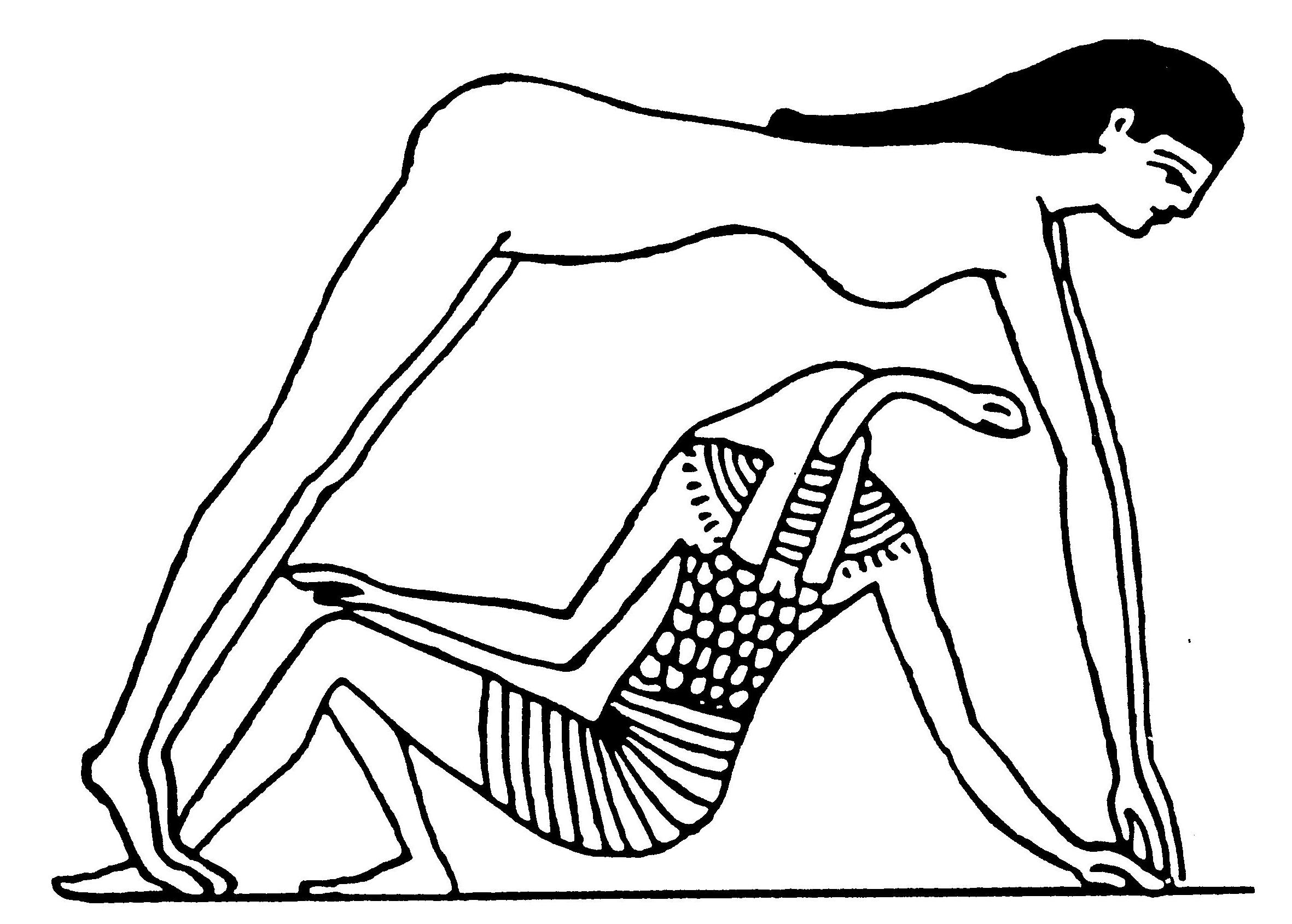
Geb và nữ thần Nut

Geb: vị thần đất của người Ai Cập, là anh và là chồng của nữ thần Nut. Ông là con trai trưởng của Shu và Tefnut, hai vị thần gió và ẩm. Thần Shu, hoặc thần Ra trong một số truyện kể, đã tách riêng Geb và Nut khi họ đang ôm nhau say đắm bằng cách đẩy mạnh mỗi người ra một nơi, khiến cho Nut trở thành bầu trời, còn Geb trở thành mặt đất. Trước đó đã không còn đủ chỗ giữa hai người để cho Nut sinh con đẻ cái. Geb không ngớt buồn phiền vì phải xa cách người mình yêu dấu và sự đau khổ của ông đã gây nên những cơn động đất. Geb thường được xem là một vị thần tốt bụng, giúp cho con người có huê lợi ngoài đồng, chữa lành bệnh tật cho họ. Tuy nhiên, người ta sợ rằng ông ta có thể giam nhốt người chết trong người, không cho họ xuống âm phủ. Thần này thường được mô tả như một người râu ria xồm soàm, nằm ở dưới chân thần Shu. Ông đôi khi được tô màu xanh lục, ý muốn nói là cây cỏ từ thân mình ông mà mọc lên. Thỉnh thoảng ông được thể hiện đi cùng với một con ngỗng hoặc dưới hình dạng một con bò mộng.
Geb "người cha của các vị thần" và Nut được cho là đã sinh ra Osiris, Isis, Nephythys và Seth. Các hoàng tử Ai Cập tự xưng là "những người thừa kế của thần Geb".

## Nut
Nut: nữ thần bầu trời của người Ai Cập, là chị em song sinh của thần đất Geb. Khi bà cãi lời thần Ra, kết hôn với anh trai mình, thì thần Ra vô cùng tức giận và sai thần Shu tách riêng đôi vợ chồng này. Shu đẩy Nut về phía trên để tạo nên bầu trời và Geb về phía dưới để tạo nên mặt đất. Thần Ra còn ra lệnh cấm Nut không được có con vào bất cứ tháng nào trong năm. Tuy nhiên, thần Thoth tội nghiệp cho bà nên thách đấu một ván cờ với thần Mặt Trăng và khi đánh thắng ông chỉ lấy phần thưởng bằng một số ánh sáng Mặt Trăng đủ để tạo thêm năm ngày nữa. Vào mỗi ngày ấy, Nut sinh một đứa con, đó là: Osiris, Seth, Isis, Nephythys và theo một vài lời kể của chuyện này cả Horus nữa. Một chuyện khác kể lại việc Nut giúp cho thần Ra xa lánh loài người khi thần này chán ghét kiểu sống của họ. Trong hình dạng một con bò, bà nâng cao thần Ra trên lưng mình. Tuy nhiên, thần Nut càng lên cao bà càng thấy chóng mặt nên phải nhờ bốn vị thần đến giữ chặt bốn chân mình. Bốn vị thần này trở thành bốn con cột của bầu trời.

## Shu, Tefnut

Shu với cọng lông chim chính nghĩa trên đầu

Shu: thần gió của người Ai Cập là người chồng trong đôi vợ chồng thần linh đầu tiên. Tên của ông đôi khi được dịch là "Trống không", đôi khi là "người chặn đường".Thần Shu được sinh ra khi thần Ra tối cao, dưới cái tên Ra- Arum, khạc hay hắt hơi và phun ông ta từ trong miệng ra. Vợ ông là Tefnut, nữ thần ẩm độ cũng được sinh ra theo kiểu đó. Shu và Tefnut đã rời xa Ra- Arum, để đi khảo sát khu vực Nun, vực nước đen ngòm vốn đã tồn tại từ thưởi khai thiên lập địa. Ra- Arum rất buồn rầu tưởng là mình đã mất hai đứa con nên khi thấy họ trở về thần mừng đến chảy nước mắt, từ những giọt nước mắt này mà những con người đầu tiên được hình thành.
Shu và Tefnut đẻ ra Geb, thần đất và Nut, thần bầu trời. Về sau Shu phải tách rời hai đứa con mình ra bằng cách đẩy Nút về phía bầu trời. Thần thường được mô tả là đang chống đỡ bầu trời.
Thần Shu nối ngôi thần Ra nhưng những kẻ đi theo con rắn thần Apep hung ác vẫn tiếp tục chống phá ông, Chán ngán vì xung đột không ngớt, ông đã thoái vị, để cho con mình là Geb lên ngôi. Sau một cơn giông bão khủng khiếp kéo dài hơn một tuần, Shu lên ở hẳn trên trời. Đôi khi, giống như thần mặt trời Ra, Shu được thể hiện với một cái đầu sư tử.

## Osiris

Osiris

Osiris: con trai của các thần Ai Cập Geb và Nut, nguyên là một vị thần thiên nhiên trượng trưng cho chu kỳ thảo mộc. Tuy nhiên, dần dần ông trở thành vị thần của người chết. Lúc mới sinh ra ông được tôn là "Chúa tể vũ trụ" và lớn lên thành một vị thần cao lớn khôi ngôi. Khi cha mình rời chức vụ, ông lên làm vua Ai Cập và lấy em gái mình, Isis làm hoàng hậu. Ông dạy cho loài người cách làm bánh mì và chế biến rượu, trông coi việc xây dựng các ngôi đền đầu tiên, tạc các bức tượng đầu tiên cho các vị thần. Ông cũng xây dựng các thành phố và đặt ra các bộ luật công bằng, đúng đắn. Khi Ai Cập đã trở thành một nước văn minh, ông bèn du hành đến nhiều nước xa, đến đâu cũng đều phổ biến nền văn minh cho họ. Thành công của ông phần lớn là bởi mọi người gặp ông đều bị mê hoặc bởi khả năng lôi cuốn quần chúng của ông.
Khi Osiris trở về Ai Cập thì nhiều lễ hội được tổ chức để đón mừng ông. Tuy nhiên, em trai ông là Seth đâm ra ghen tức vì sự được lòng dân chúng của ông. Hắn sắp sẵn một bữa tiệc. Giữa buổi tiệc, thấy một cỗ quan tài được chở vào. Giả bộ hồn nhiên, Seth thông báo rằng cỗ quan tài này sẽ thuộc về ai nằm trong đó.Osiris tham gia cuộc chơi và vào nằm trong quan tài. Tức thì nắp hòm được đóng đinh và cỗ quan tài được liệng xuống sông Nil. Sau cùng cỗ quan tài trôi giạt vào bờ biển Byblos.
Theo một lời kể khác thì Seth đã giết chết Osiris sau khi tự biến thành một con cá sấu, nhưng một truyện khác nói rằng Seth đã biến thành một con bò mộng và giẫm đạp Osiris cho đến chết. Khi Isis nghe tin đều đã xảy ra cho chồng và là anh của mình, bà vô cùng sầu não và lo đi tìm xác của Osiris. Cuối cùng Isis đã tìm thấy xác chồng và mang về Ai Cập, giấu trong một đầm lầy. Seth lại tìm thấy các xác và chặt ra làm 14 mảnh. Không nản lòng, Isis ráp lại đủ xác của Osiris rồi dùng phép thần thông để làm cho Osiris sống lại. Đây là nghi lễ ướp xác đầu tiên. Osiris giờ đây đã quá chán chường với đứa em trai nên quyết định từ bỏ thế gian và lui về cai quản người chết ở miền địa ngục. Tại đây, ông ta chủ trì việc xét xử người chết nơi địa ngục.
Osiris thường được thể hiện dưới dạng một người đàn ông râu ria xồm xoàm được quấn bọc trong băng xác ướp, tay cầm một cây gậy móc và một cây néo tượng trưng cho vương quyền. Ông đại diện cho các quyền năng hồi phục của thiên nhiên và cũng là mối đe dọa mà các điều kiện thời tiết khác nghiệt đặt ra cho sự sống của con người.

## Isis

Isis

Isis: nữ thần mẹ của người Ai Cập, là con của Geb và Nut, vừa là em gái vừa là vợ của thần Osiris. Bà thường được thể hiện với đôi cánh lớn dang rộng chê chở và bà đôi khi được xem như là sự nhân hóa của chiếc ngai vàng. Chữ tượng hình của tên bà có hình một chiếc ngai và hai chân xếp lại của bà được thấy giống như chiếc ngai vua của Ai Cập.
Isis giúp Osiris đem lại nền văn minh cho Ai Cập bằng cách dạy phụ nữ nghiền bắp lấy bột cũng như việc kéo tơ dệt vải. Bà cũng dạy cho dân chúng nghi thức của hôn lễ. Khi Osiris rời Ai Cập để đi khắp thế giới thì Isis thay ông cai trị đất nước một cách khôn ngoan và tốt đẹp. Các huyền thoại về Isis được thấy trong các tư liệu khác nhau của người Ai Cập và được Plutarh tập hợp lại thành một cuốn truyện trong thế kỷ thứ nhất sau CN.
Nghe tin cái chết của Osiris dưới tay ác thần Seth, bà rất đau buồn. Bà cắt tóc, mặc đồ tang và lên đường tìm xác chồng. Một đám trẻ mách với Isis rằng chúng thấy chiếc hòm bọc xác Osiris trôi trên song Nil và đã đổ ra biển. Cuối cùng chiếc hòm trôi giạt vào bên dưới một cây lớn mỹ miều trên bờ biển Byblos, ở Liban. Cây này tức thì lớn lên thật nhanh đến nỗi thân cây bọc lấy chiếc hòm. Nghe nói về thân cây kỳ lạ, hoàng đế của Byblos truyền lệnh đốn cây kia đem về cung, dùng đỡ mái nhà.
Tin tức về thân cây đặc biệt ấy lan truyền nhanh chóng. Isis đoán ngay được điều gì đã xảy ra và vội vàng đi đến Byblos, tại đây bà cải trang ngồi bên một giếng nước tại trung tâm thành phố. Khi một số tỳ nữ của hoàng hậu ra giếng lấy nước, Isis tết tóc cho họ và thổi vào tóc một mùi nước hoa huyền diệu khiến cho chẳng bao lâu sau đó hoàng hậu đã cho mời người khách lạ vào và cho làm vú nuôi cho hoàng tử.
Mỗi đêm, Isis đặt đứa bé con hoàng hậu vào trong ngọn lửa bất tử, còn mình thì biến thành một con chim én bay lượn xung quanh cây cột bên trong có xác của Osiris. Một tối kia hoàng hậu bước vào trong phòng, thấy con mình nằm trong đống lửa, bà thất kinh hét to một tiếng, do đó làm cho đứa bé mất đi cơ may trở thành bất tử. Isis bèn tiết lộ thân thế của mình và xin nhận cây cột về.
Thỉnh cầu của bà được chấp thuận và cuối cùng Isis đã tìm thấy xác của Osiris. Nữ thần liền đem các xác về Ai Cập và giấu trong một đầm lầy. Tuy nhiên, thần Seth đã tìm được cái xác, chặt ra làm 14 mảnh và đem rải ra khắp nước. Với sự giúp đỡ của nhiều vị thần khác, Isis đã tìm được các mảnh thi thể, chỉ trừ bộ phận sinh dục đã bị cá ăn. Theo một lời kể của câu chuyện này thì Isis sau đó đã gom lại cái xác và vận dụng quyền năng chữa bệnh cùng phép thần thông đã làm cho Osiris sống lại. Trước khi đi xuống địa ngục, Osiris và Isis đã có với nhau một mụn con, đó là Horus.
Isis rất nổi tiếng khắp cả Ai Cập và con xa hơn nữa. Dần dần bà thu nạp lấy các đức tính của tất cả các nữ thần khác. Bà là một nữ thần mẹ vĩ đại, một nữ thần chim, một nữ thần vùng địa ngục, đem lại sự sống cho người chết và là nữ thần của vùng nước nguyên thủy. Sự thờ cúng bà lan ra khỏi Ai Cập, đến tận Hy Lạp và khắp đế quốc La Mã. Bà được thờ cúng suốt hơn 3000 năm, từ ngoài 3000 năm trước CN cho đến cả trong kỷ nguyên Thiên Chúa. Đến thời này, việc thời cúng bà và nhiều hình ảnh của bà, được chuyển thẳng sang hình ảnh của Đức Mẹ đồng trinh.

## Seth

Seth

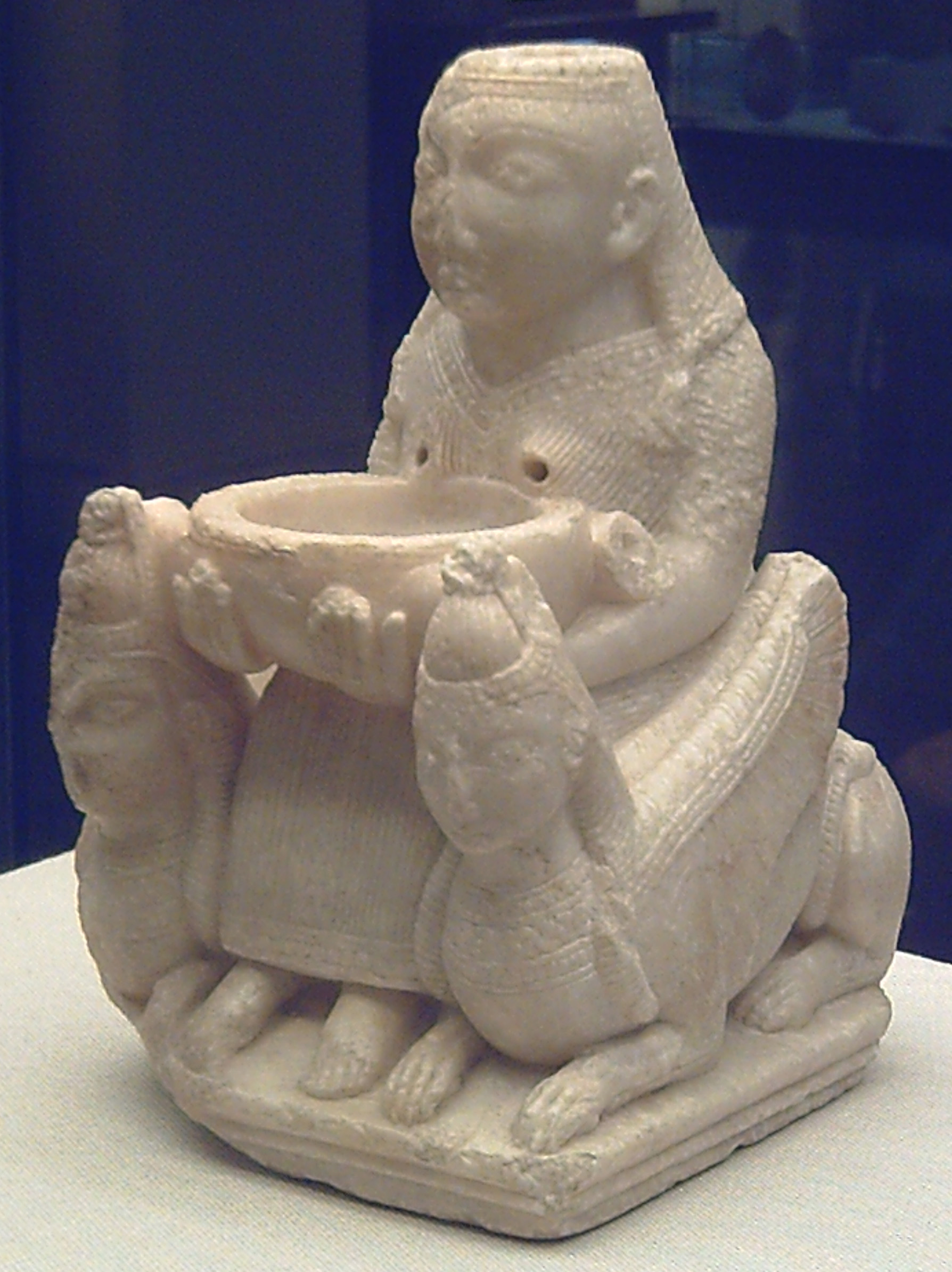
Astarte

Seth: là vị thần cát và chiến tranh của Ai Cập vị thần bão tố và hỗn loạn của người Ai Cập, được xem là đại diện cho cái xấu, mặc dù thần này cũng được nhiều nơi coi trọng xảy ra các biến cố và cuối cùng bị đày đọa. Là con của thần đất Geb và nữ thần bầu trời Nut, ông ta có vẻ thô kệch và man rợ, với mớ râu tóc màu đỏ và nước da màu trắng. Seth đã ganh tị với người anh trai hiền từ của mình là Osiris nên giết chết ông này và tự mình lên ngôi vua. Tuy nhiên, Seth không biết được rằng Osiris và Isis đã có với nhau một đứa con tên là Horus. Isis bí mật nuôi nấng Horus cho đến khi chàng đã đủ lớn để trả thù cho cha và chính Osiris đôi khi cũng từ địa ngục trở về để dạy cho con nghệ thuật chiến chinh. Khi đã đến lúc, Horus đánh nhau với Seth và đã hạ được Seth. Trước tòa án các thần, Seth nói rằng mình lên làm vua xứ Ai Cập bởi vì mình là người duy nhất có đủ sức mạnh và dũng cảm để bảo vệ cho thần Ra. Dù có một số thần khác ủng hộ Seth nhưng Isis đã thuyết phục họ thay đổi ý kiến, Khi Osiris được hỏi đến, ông muốn cho biết vì sao con trai ông lại không được ngồi vào chỗ xứng đáng của nó ở trên ngai và đe dọa sẽ xua lũ quỷ dưới âm cung lên đánh phá các thần. Cuối cùng thần Ra đã đồng ý với đòi hỏi của Horus.
Theo một chuyện kể thì Seth đã lên sống với thần Ra trên trời. Một chuyện khác thì nói là Seth bị kết án phải vác Osiris trên vai mãi mãi. Một chuyện khác nữa thì kể lại là nữ thần Neith đề nghị ban cho Seth hai nữ thần xứ khác là Anat và Astarte làm vợ để an ủi ông ta về chuyện mất ngôi về tay Horus. Một câu chuyện liên quan đến Seth và Anat kể rằng Seth tình cờ gặp nữ thần bò cái Hathor đang tắm dưới sông và đã cưỡng hiếp bà. Lập tức sau đó, Seth lâm bệnh thập tử nhất sinh và vợ ông là Anat phải cầu cứu thần Ra. Thần này cuối cùng đã giúp Anat chữa lành bệnh cho chồng. Thần Seth tiêu biểu cho các mặt thô bỉ của thế giới tự nhiên và chỉ sống trong hoang mạc khô cằn.

## Nephthys

Nephthys

Nephthys: hay Nebthet, vợ của ác thần Ai Cập Seth, là con gái của thần Geb và nữ thần bầu trời Nut. tên của bà có nghĩa là "Người tình trong nhà". Nữ thần này đôi khi được xem như tượng trưng cho vùng đất bờ rìa sa mạc, thường khô cằn nhưng đôi khi cho nhiều hoa trái sau một trận lụt. Nephthys và Seth lấy nhau mà không có con. Tuy nhiên, theo một truyền thuyết, Nephthys đã chuốc rượu cho anh rể mình là Osiris để quyến rủ và mang thai với ông ta. Trong một số truyện kể đứa con bà sinh ra là Anubis, vị thần đầu sơn cẩu. Khi Seth giết chết Osiris, Nephythys lập tức bỏ chồng để cùng với chị mình lo việc ướp xác cho Osiris. Sau đó hai nữ thần này biến thành hai con diều hâu bay lượn bên trên xác chết, bảo vệ cho xác trong khi chờ đợi mai táng. Do đó Nephthys được xem là gắn liền với người chết.
Tefnut: hay Tefenet, Tefnet là con gái của Ra, Atum và Iussaset. Bà là nữ thần của hơi ẩm và các cuộc chiến. Bà mang đầu sư tử (sư tử chính là một trong các biểu tượng của chiến tranh. Đĩa Mặt Trời (sun disk) trên đầu bà chính là biểu tượng của bà. Bà có anh chị em là Shu, thần gió và Hathor, nữ thần tình yêu và âm nhạc. Chồng của bà chính là Shu, một trong Bộ chín vĩ đại của Heliopolis. Có truyện kể rằng bà do Ra sinh ra từ một lần ông bị cảm, hắt hơi, thế là sinh ra bà. Bà được thờ phụng nhiều nhất ở Heliopolis (thành phố mặt trời) và Leontopolis.